# Johann Friedrich (Pfalz-Hilpoltstein)

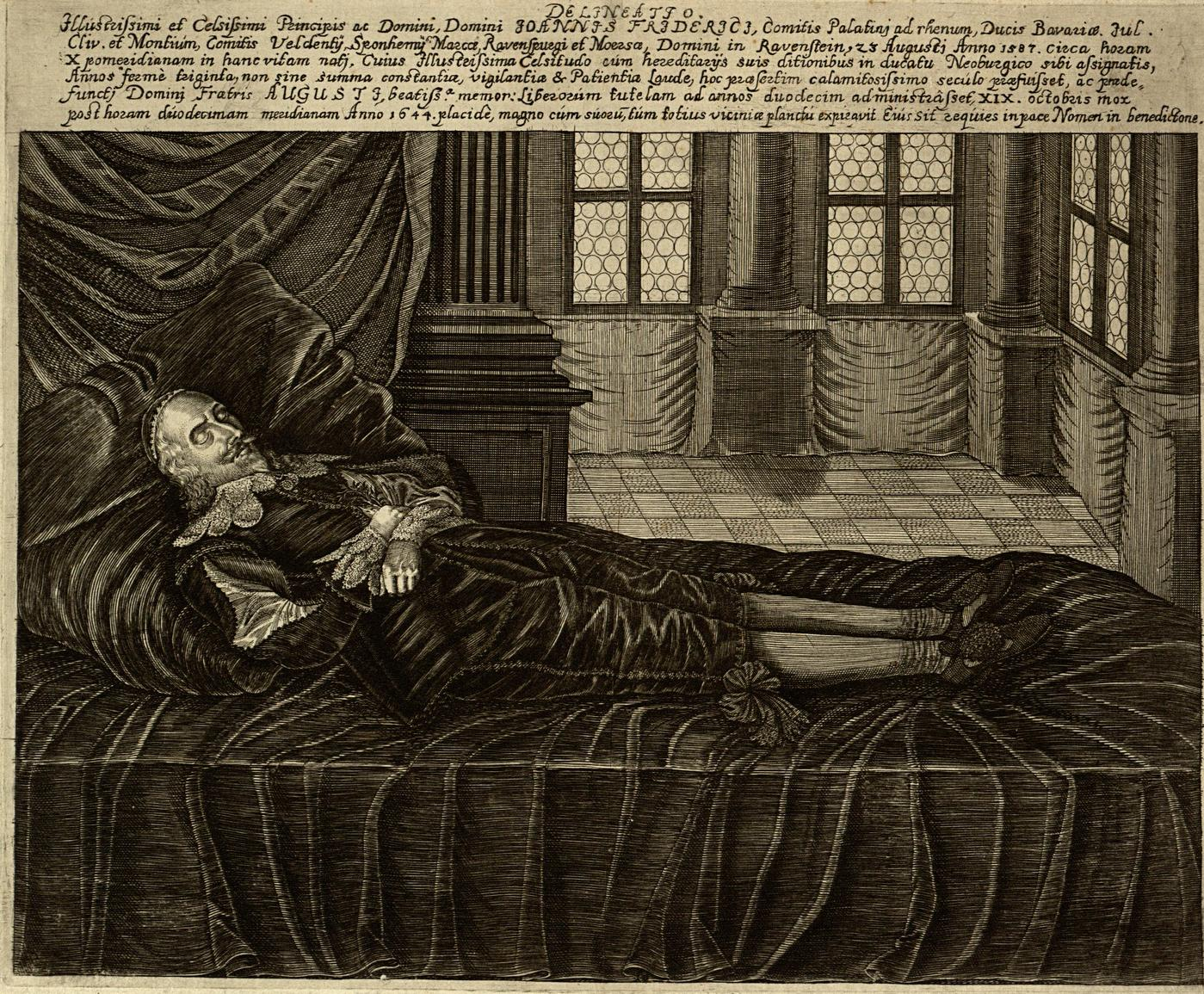
Johann Friedrich auf dem Totenbett

Johann Friedrich von Pfalz-Neuburg (* 23. August 1587 in Neuburg an der Donau; † 19. Oktober 1644 in Hilpoltstein) war Pfalzgraf und Herzog von Pfalz-Hilpoltstein aus der wittelsbachischen Nebenlinie Pfalz-Neuburg.

## Leben

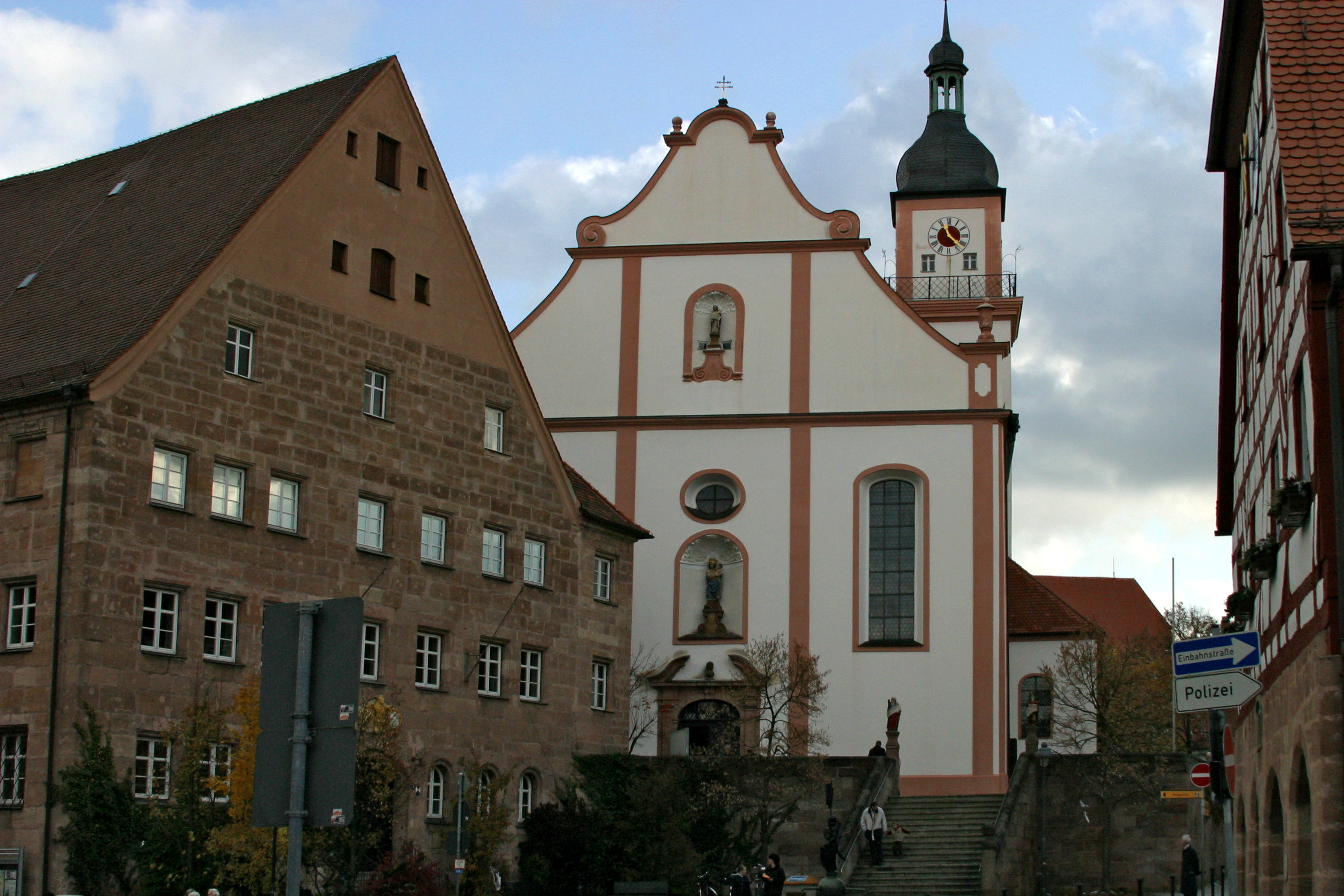
Ehemalige pfalzgräfliche Residenz Johann Friedrichs von 1618–24 (heute Amtsgericht) und Stadtpfarrkirche St. Johannes der Täufer (von 1473) in Hilpoltstein

Johann Friedrich war der jüngste Sohn des Herzogs Philipp Ludwig von Pfalz-Neuburg (1547–1614) aus dessen Ehe mit Anna (1552–1632), Tochter des Herzogs Wilhelm V. von Jülich-Kleve-Berg. Nach dem Tod seines Vaters 1614 musste ihm sein ältester Bruder Wolfgang Wilhelm Hilpoltstein, Heideck und Allersberg als Deputat überlassen. Sein anderer Bruder August erhielt Sulzbach. Die Landeshoheit blieb allerdings dem Neuburger Fürsten vorbehalten. Dieser führte in allen Landesteilen, unter heftigen Protest Johann Friedrichs, die Gegenreformation durch. Johann Friedrich blieb, wie sein Bruder August, Lutheraner und erhielt von Wolfgang Wilhelm das Recht auf einen Hausgottesdienst zugesichert.

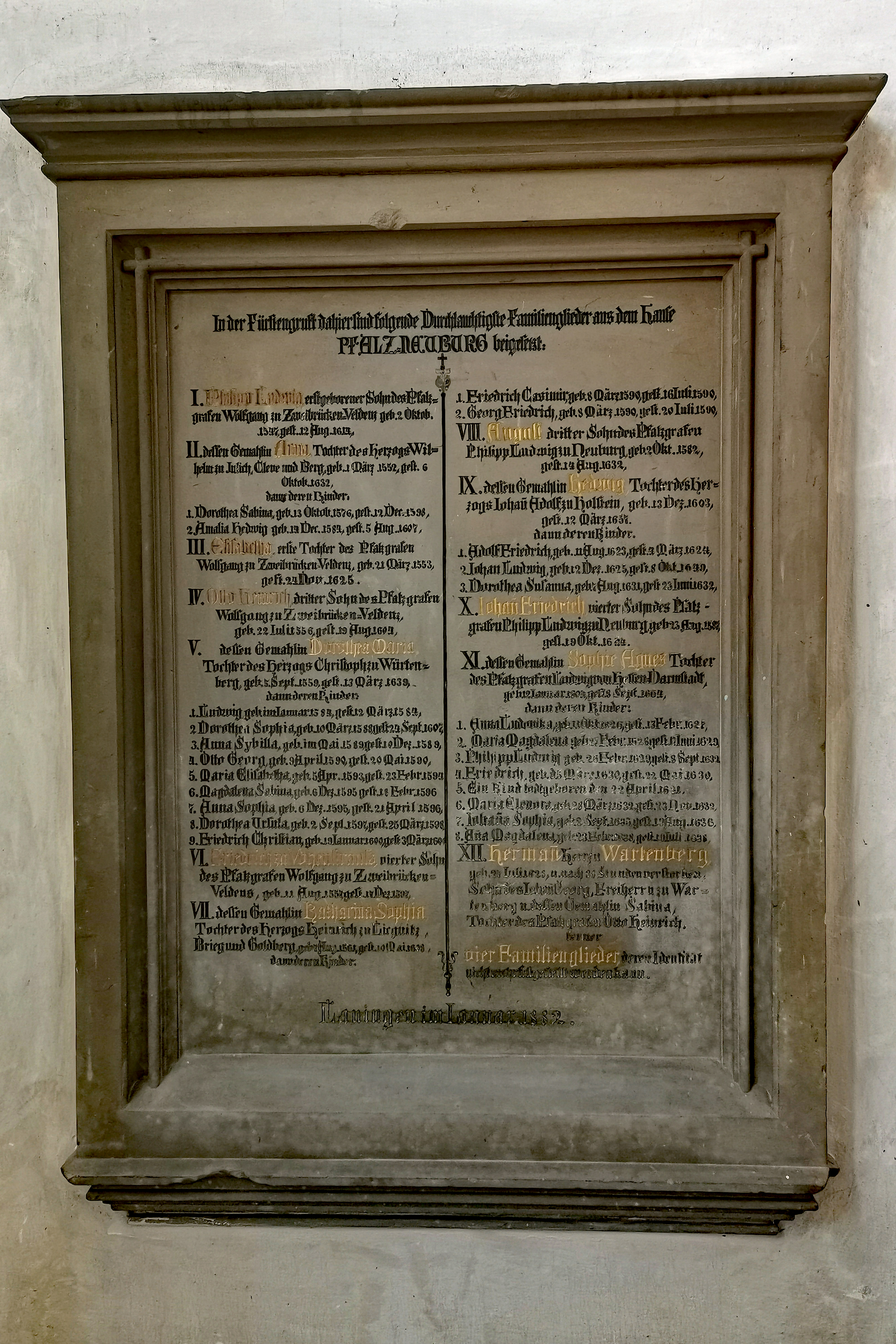
Namenstafel der Fürstengruft mit dem Namen von Johann Friedrich

Johann Friedrich residierte seit 1619 in Hilpoltstein und heiratete 1624 in Darmstadt Sophie Agnes (1604–1664), Tochter des Landgrafen Ludwig V. von Hessen-Darmstadt. Keines seiner acht Kinder wurde älter als drei Jahre. Ohne einen Erben starb er 1644 und Hilpoltstein fiel wieder an Pfalz-Neuburg zurück. Bestattet ist Johann Friedrich und seine Familie in der Fürstengruft der Stadtpfarrkirche St. Martin in Lauingen an der Donau.

## Nachkommen
Aus seiner Ehe hatte Johann Friedrich folgende Kinder:
- Anna Luise (1626–1627)
- Marie Magdalene (1628–1629)
- Philipp Ludwig (1629–1632)
- Johann Friedrich (*/† 1630)
- Tochter (*/† 1631)
- Marie Eleonore (*/† 1632)
- Johanna Sofie (1635–1636)
- Anna Magdalene (*/† 1638)